# شيلبي تشونغ
شيلبي تشونغ (بالإنجليزية: Shelby Chong)‏ هي منتجة أفلام وممثلة أمريكية، ولدت في 1 فبراير 1948 في لوس أنجلوس في الولايات المتحدة.

## وصلات خارجية
- شيلبي تشونغ على موقع IMDb (الإنجليزية)
- شيلبي تشونغ على موقع روتن توميتوز (الإنجليزية)
- شيلبي تشونغ على موقع قاعدة بيانات الفيلم (الإنجليزية)